# كارين أولسون
كارين أولسون (بالإنجليزية: Karen Olsson)‏ (1972)؛ صحفية وروائية أمريكية.